# Risbecoma acaciarum
Risbecoma acaciarum är en stekelart som beskrevs av Boucek 1988. Risbecoma acaciarum ingår i släktet Risbecoma och familjen kragglanssteklar. Inga underarter finns listade i Catalogue of Life.